# Marchegg
Marchegg est une ville historique autrichienne du district de Gänserndorf en Basse-Autriche.

## Géographie
Le territoire communal se trouve dans la région du Weinviertel, la partie Nord-Est de la Basse-Autriche. La ville est située sur la rive Ouest de la Morava (March) qui délimite la frontière avec la Slovaquie. Les vastes zones alluviales de la rivière sont protégées en tant qu'une partie du réseau Natura 2000.
Une voie ferrée (Ostbahn), inaugurée en 1870, traverse la frontière reliant les capitales de Vienne et Bratislava.

## Histoire

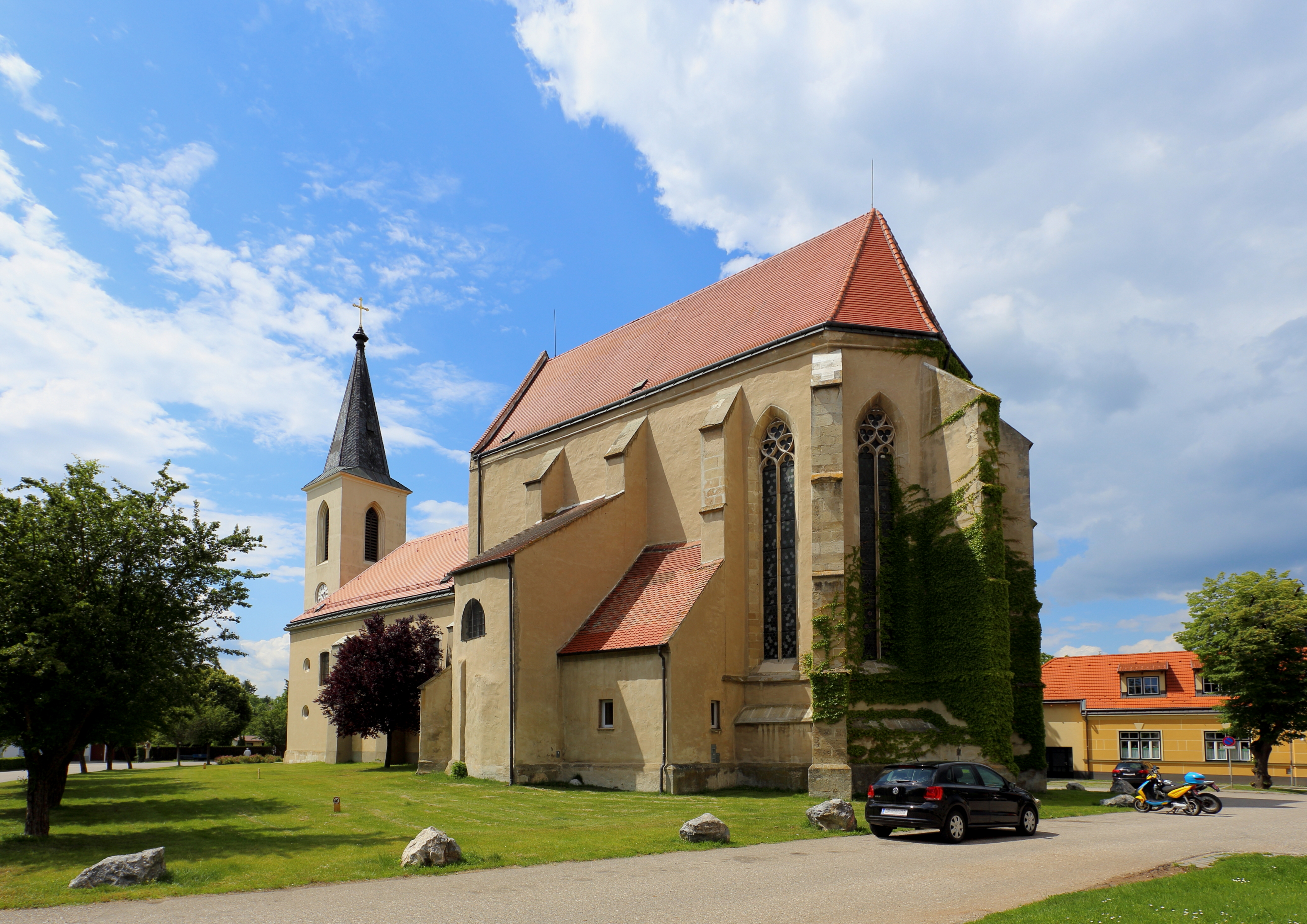
L'église paroissiale.

La forteresse de Marchegg fut construite vers l'an 1260 sous le règne du roi Ottokar II de Bohême, en tant qu'une fortification à la frontière orientale du duché d'Autriche avec le royaume de Hongrie. À cette date, le roi s'était emparé du duché, le patrimoine du duc défunt Frédéric II de Babenberg ; en juillet 1260, les forces d'Ottokar ont vaincu les troupes du roi Béla IV de Hongrie et de son fils Étienne V à Groißenbrunn au sud de Marchegg. Le 26 août 1278 cependant, la bataille de Marchfeld oppose le roi de Bohême à Rodolphe de Habsbourg, élu roi des Romains en 1273 après le Grand Interrègne. La victoire de Rodolphe assure définitivement la fin du régime d'Ottokar et la mainmise des Habsbourg sur les territoires héréditaires de l'Autriche.
Le château fut mentionné pour la première fois en 1346. La ville a été conquise et dévastée pendant les croisades contre les hussites en 1426-1427. En 1502, le comte Nicolas de Salm prend possession de Marchegg ; il fut commandant des forces autrichiennes durant le siège de Vienne en 1529. La ville est dévastée par les Ottomans. À partir de 1621, les domaines, accordés par l'empereur Ferdinand II, appartiennent à la noble famille de Pálffy. Le palais de Marchegg est reconstruit en style baroque vers l'an 1715, il servait de château de chasse à l'impériatrice Marie-Thérèse d'Autriche et son mari François Ier, ainsi qu'à leur fils Joseph II. Après que la branche des Pálffy à Marchegg s'éteint en 1947, le château restera propriété publique.